# Irã nos Jogos Olímpicos de Verão de 2008
O Irã competiu nos Jogos Olímpicos de Verão de 2008, em Pequim, na China. Foi a décima quinta aparição do país em uma edição de verão dos Jogos Olímpicos, sendo a sexta consecutiva. 
A delegação foi composta por 55 atletas, a grande maioria homens que participaram nos eventos de atletismo, badminton, boxe, ciclismo, halterofilismo, judô, lutas, remo, taekwondo, tênis de mesa e tiro com arco. Apenas três mulheres participaram pelo país competindo no remo, taekwondo e tiro com arco. O basquetebol foi o único esporte coletivo com a presença iraniana, após a vitória de seleção masculina no Campeonato Asiático, em 2007. Homa Hosseini foi o porta-bandeira durante cerimônia de abertura.
Hadi Saei, campeão na categoria até 80 kg masculino do taekwondo, e Morad Mohammadi, bronze na luta livre até 60 kg masculino, foram os únicos medalhistas do Irã em Pequim, contabilizando quatro medalhas a menos em relação aos Jogos de Atenas 2004.

## Medalhas
| Atleta          | Esporte   | Evento                    | Medalha |
| --------------- | --------- | ------------------------- | ------- |
| Hadi Saei       | Taekwondo | Até 80 kg masculino       | Ouro    |
| Morad Mohammadi | Lutas     | Livre até 60 kg masculino | Bronze  |

## Desempenho

### Atletismo
Masculino
| Atletas              | Evento             | Preliminares | Preliminares | Semifinal   | Semifinal   | Final       | Final       |
| Atletas              | Evento             | Marca        | Posição      | Marca       | Posição     | Marca       | Posição     |
| -------------------- | ------------------ | ------------ | ------------ | ----------- | ----------- | ----------- | ----------- |
| Ehsan Mohajershojaei | 800 metros         | 1m49s25      | 50º          | Não avançou | Não avançou | Não avançou | Não avançou |
| Sajad Moradi         | 800 metros         | 1m46s10      | 14º          | 1m46s08     | 9º          | Não avançou | Não avançou |
| Amin Nikfar          | Arremesso de peso  | Sem marca    | Sem marca    |             |             | Não avançou | Não avançou |
| Ehsan Haddadi        | Arremesso de disco | 61,34m       | 17º          |             |             | Não avançou | Não avançou |
| Abbas Samimi         | Arremesso de disco | 59,92m       | 26º          |             |             | Não avançou | Não avançou |
| Hadi Sepehrzad       | Decatlo            |              |              |             |             | 7483 pts    | 22º         |

### Badminton
Masculino
| Atleta        | Evento  | Fase de 64                          | Fase de 32             | Fase de 16             | Quartas                | Semifinais             | Final                  | Final       |
| Atleta        | Evento  | Adversário e resultado              | Adversário e resultado | Adversário e resultado | Adversário e resultado | Adversário e resultado | Adversário e resultado | Posição     |
| ------------- | ------- | ----------------------------------- | ---------------------- | ---------------------- | ---------------------- | ---------------------- | ---------------------- | ----------- |
| Kaveh Mehrabi | Simples | TPE Hsieh Y-H. D 0-2 (16-21; 12-21) | Não avançou            | Não avançou            | Não avançou            | Não avançou            | Não avançou            | Não avançou |

### Basquetebol
Masculino
| Equipe | Fase de grupos | Fase de grupos | Quartas de final       | Semifinal              | Final                  | Pos. |
| Equipe | Adversário e resultado                                                                                             | Pos.           | Adversário e resultado | Adversário e resultado | Adversário e resultado | Pos. |
| --- | --- | -------------- | ---------------------- | ---------------------- | ---------------------- | ---- |
| Ali Doraghi Amir Amini Javad Davari Mehdi Kamrani Saeid Davarpanah Iman Zandi Hamed Afagh Hamed Sohrabnejad Oshin Sahakian Mousa Nabipour Samad Nikkhah Bahrami Hamed Haddadi | RUS Rússia D 49 - 71 LTU Lituânia D 67 - 99 AUS Austrália D 68 - 106 ARG Argentina D 82 - 97 CRO Croácia D 57 - 91 | 6º (gr. A)     | Não avançou            | Não avançou            | Não avançou            | 11º  |

### Boxe
| Atleta            | Evento                  | Fase de 32                | Fase de 16                 | Quartas                | Semifinais             | Final                  |
| Atleta            | Evento                  | Adversário e resultado    | Adversário e resultado     | Adversário e resultado | Adversário e resultado | Adversário e resultado |
| ----------------- | ----------------------- | ------------------------- | -------------------------- | ---------------------- | ---------------------- | ---------------------- |
| Morteza Sepahvand | Peso meio-médio-ligeiro | TUN H. Hassini V PTS 16:4 | ROU I. Gheorghe V PTS 8:4  | DOM M. Díaz D PTS 6:11 | Não avançou            | Não avançou            |
| Mehdi Ghorbani    | Peso meio-pesado        | PUR C. Negrón D PTS 4:13  | Não avançou                | Não avançou            | Não avançou            | Não avançou            |
| Ali Mazaheri      | Peso pesado             |                           | RUS R. Chakkhiev D PTS 3:7 | Não avançou            | Não avançou            | Não avançou            |

### Ciclismo de estrada
Masculino
| Atleta         | Evento                   | Final                  | Final       |
| Atleta         | Evento                   | Tempo                  | Posição     |
| -------------- | ------------------------ | ---------------------- | ----------- |
| Hossein Askari | Corrida em estrada       | 6h34m22s (+ 10 m33s)   | 51º         |
| Hossein Askari | Estrada contra o relógio | 1h08m46s30 (+ 6m34s87) | 34º         |
| Ghader Mizbani | Corrida em estrada       | 6h39m42s (+ 15m53s)    | 78º         |
| Mehdi Sohrabi  | Corrida em estrada       | Não avançou            | Não avançou |

### Halterofilismo
Masculino
| Atleta           | Evento | Arranque (kg) | Arremesso (kg) | Total (kg) | Posição |
| ---------------- | ------ | ------------- | -------------- | ---------- | ------- |
| Asghar Ebrahimi  | -94kg  | 180,0         | 212,0          | 392,0      | 7º      |
| Mohsen Biranvand | -105kg | 180,0         | 210,0          | 390,0      | 10º     |
| Rashid Sharifi   | +105kg | 196,0         | 230,0          | 426,0      | 6º      |

### Judô
Masculino
| Atleta                  | Evento  | Preliminares           | Fase de 32                   | Fase de 16                   | Quartas                      | Semifinais                  | Repescagem                    | Repescagem                   | Repescagem                | Final                                             | Final       |
| Atleta                  | Evento  | Preliminares           | Fase de 32                   | Fase de 16                   | Quartas                      | Semifinais                  | 1ª fase                       | Quartas                      | Semifinais                | Final                                             | Final       |
| Atleta                  | Evento  | Adversário e resultado | Adversário e resultado       | Adversário e resultado       | Adversário e resultado       | Adversário e resultado      | Adversário e resultado        | Adversário e resultado       | Adversário e resultado    | Adversário e resultado                            | Pos.        |
| ----------------------- | ------- | ---------------------- | ---------------------------- | ---------------------------- | ---------------------------- | --------------------------- | ----------------------------- | ---------------------------- | ------------------------- | ------------------------------------------------- | ----------- |
| Masoud Haji Akhondzadeh | -60 kg  |                        | SLO R. Drakšič V 0110-0010   | KOR Choi M-H. D 0000-1000    |                              |                             | ARG M. Albarracín V 0020-0002 | UZB R. Sobirov D 0001-0010   | Não avançou               | Não avançou                                       | Não avançou |
| Arash Miresmaeili       | -66 kg  |                        | POL T. Adamiec V 0001-0000   | JPN M. Uchishiba D 0000-0020 |                              |                             | DOM J. Jiménez V 0011-0000    | UZB M. Sharipov D 0001-0010  | Não avançou               | Não avançou                                       | Não avançou |
| Ali Maloumat            | -73 kg  |                        | JPN Y. Kanamaru V 1001-0001  | POR J. Pina V 0111-0001      | MGL D. Gantumur V 1100-0010  | AZE E. Mammadli D 0000-1000 |                               |                              |                           | Disputa pelo bronze: BRA L. Guilheiro D 0000-1000 | 5º          |
| Hamed Malekmohammadi    | -81 kg  |                        | SLO A. Sedej V 1000-0000     | BRA T. Camilo D 0000-1010    | Não avançou                  | Não avançou                 | Não avançou                   | Não avançou                  | Não avançou               | Não avançou                                       | Não avançou |
| Hossein Ghomi           | -90 kg  |                        | BLR A. Kazusenok D 0000-1110 | Não avançou                  | Não avançou                  | Não avançou                 | Não avançou                   | Não avançou                  | Não avançou               | Não avançou                                       | Não avançou |
| Mohammad Reza Roudaki   | +100 kg |                        | BLR Y. Rybak V 1001-0001     | ISL T. Jonsson V 1000-0001   | GEO L. Gujejiani D 0000-0011 |                             |                               | USA D. McCormick V 1001-0001 | RUS T. Tmenov V 1010-0001 | Disputa pelo bronze: CUB O. Braison D 0000-0200   | 5º          |

### Lutas
Livre masculino
| Atleta               | Evento  | Preliminar                  | Oitavas de final               | Quartas de final              | Semifinal                 | Repescagem 1ª rodada              | Repescagem 2ª rodada          | Final                                            | Posição           |
| Atleta               | Evento  | Adversário e resultado      | Adversário e resultado         | Adversário e resultado        | Adversário e resultado    | Adversário e resultado            | Adversário e resultado        | Adversário e resultado                           | Posição           |
| -------------------- | ------- | --------------------------- | ------------------------------ | ----------------------------- | ------------------------- | --------------------------------- | ----------------------------- | ------------------------------------------------ | ----------------- |
| Abbas Dabbaghi       | -55 kg  |                             | COL F. Serrano V 1-0, 1-1, 5-1 | RUS B. Kudukhov D 0-6, 0-1    | Não avançou               | Não avançou                       | Não avançou                   | Não avançou                                      | Não avançou       |
| Morad Mohammadi      | -60 kg  |                             | EGY H. Madani V 7-0, 2-0       | CAN S. Azarbayjani V 1-0, 1-0 | RUS M. Batirov D 0-1, 0-1 |                                   |                               | Disputa pelo bronze: AZE Z. Huseynov V 2-0, 3-1  | Medalha de bronze |
| Mehdi Taghavi        | -66 kg  |                             | CAN H. Garcia V 0-1, 1-1, 2-0  | TUR R. Şahin D 0-3, 0-1       |                           |                                   | CUB G. Garzón D 4-1, 0-2, 0-2 | Não avançou                                      | Não avançou       |
| Meisam Mostafa Jokar | -74 kg  |                             | BUL K. Terziev D 0-3, 1-3      | Não avançou                   | Não avançou               | Não avançou                       | Não avançou                   | Não avançou                                      | Não avançou       |
| Reza Yazdani         | -84 kg  | POL R. Horbik V 1-0, 3-1    | AZE N. Temrezov D F            | Não avançou                   | Não avançou               | Não avançou                       | Não avançou                   | Não avançou                                      | Não avançou       |
| Saeid Ebrahimi       | -96 kg  |                             | EGY S. Emara V 4-3, 2-1        | GEO G. Gogshelidze D 0-3, 0-1 | Não avançou               | Não avançou                       | Não avançou                   | Não avançou                                      | Não avançou       |
| Fardin Masoumi       | -120 kg | MEX L. Langowski V 6-0, 6-0 | RUS B. Akhmedov D F            |                               |                           | BUL B. Boyadzhiev V 0-1, 2-0, 4-2 | USA S. Mocco V 3-1, 4-1       | Disputa pelo bronze: KAZ M. Mutalimov D 3-8, 1-1 | 5º                |

Greco-romana
| Atleta             | Evento  | Preliminar                      | Oitavas de final                 | Quartas de final               | Semifinal              | Repescagem 1ª rodada   | Repescagem 2ª rodada             | Final                                         | Posição     |
| Atleta             | Evento  | Adversário e resultado          | Adversário e resultado           | Adversário e resultado         | Adversário e resultado | Adversário e resultado | Adversário e resultado           | Adversário e resultado                        | Posição     |
| ------------------ | ------- | ------------------------------- | -------------------------------- | ------------------------------ | ---------------------- | ---------------------- | -------------------------------- | --------------------------------------------- | ----------- |
| Hamid Sourian      | -55 kg  | BUL V. Venkov V F               | PLW E. Loren Elwais V 8-0, 6-0   | RUS N. Mankiev D 2-2, 1-1, 1-1 |                        |                        | SRB K. Fris V 5-0, 1-1           | Disputa pelo bronze: KOR Park E-C. D 1-1, 2-2 | 5º          |
| Ali Mohammadi      | -66 kg  | KOR Kim M-C. V 1-1, 1-1         | BLR M. Siamionau D 0-2, 4-0, 1-1 | Não avançou                    | Não avançou            | Não avançou            | Não avançou                      | Não avançou                                   | Não avançou |
| Saman Tahmasebi    | -84 kg  |                                 | UKR O. Daragan V 4-0, 1-2, 3-0   | TUR N. Avluca D 2-2, 0-3       | Não avançou            | Não avançou            | Não avançou                      | Não avançou                                   | Não avançou |
| Ghasem Rezaei      | -96 kg  | LTU M. Ežerskis D 1-1, 2-1, 1-1 | Não avançou                      | Não avançou                    | Não avançou            | Não avançou            | Não avançou                      | Não avançou                                   | Não avançou |
| Masoud Hashemzadeh | -120 kg |                                 | RUS K. Baroyev D 0-3, 0-5        |                                |                        |                        | LTU M. Mizgaitis D 1-1, 1-1, 1-2 | Não avançou                                   | Não avançou |

### Natação
Masculino
| Mohammad Alirezaei | 100 m peito | Não competiu | Não competiu | Não competiu | Não competiu | Não avançou | Não avançou | Não avançou | Não avançou |

### Remo
Masculino
| Equipe       | Evento        | Eliminatórias | Eliminatórias | Repescagem | Repescagem | Quartas | Quartas | Semifinal | Semifinal | Final   | Final                |
| Equipe       | Evento        | Tempo         | Posição       | Tempo      | Posição    | Tempo   | Posição | Tempo     | Posição   | Tempo   | Posição (Pos. final) |
| ------------ | ------------- | ------------- | ------------- | ---------- | ---------- | ------- | ------- | --------- | --------- | ------- | -------------------- |
| Mohsen Shadi | Skiff simples | 7m48s24       | 5º S E/F      |            |            |         |         | 7m20s34   | 1º FE     | 7m06s54 | 2º (25º)             |

Feminino
| Equipe        | Evento        | Eliminatórias | Eliminatórias | Repescagem | Repescagem | Quartas | Quartas | Semifinal | Semifinal | Final   | Final                |
| Equipe        | Evento        | Tempo         | Posição       | Tempo      | Posição    | Tempo   | Posição | Tempo     | Posição   | Tempo   | Posição (Pos. final) |
| ------------- | ------------- | ------------- | ------------- | ---------- | ---------- | ------- | ------- | --------- | --------- | ------- | -------------------- |
| Homa Hosseini | Skiff simples | 9m02s12       | 4º FE         |            |            |         |         |           |           | 8m12s20 | 4º (26º)             |

### Taekwondo
Masculino
| Atleta        | Evento | Preliminares           | Quartas                | Semifinais             | Repescagem             | Final                  | Posição         |
| Atleta        | Evento | Adversário e resultado | Adversário e resultado | Adversário e resultado | Adversário e resultado | Adversário e resultado | Posição         |
| ------------- | ------ | ---------------------- | ---------------------- | ---------------------- | ---------------------- | ---------------------- | --------------- |
| Reza Naderian | -58kg  | BRA M. Wenceslau D 1-2 | Não avançou            | Não avançou            | Não avançou            | Não avançou            | Não avançou     |
| Hadi Saei     | -80kg  | NEP D. Bista V 7-0     | CHN Zhu G. V 3-2       | AZE R. Ahmadov V 4-1   |                        | ITA M. Sarmiento V 6-4 | Medalha de ouro |

Feminino
| Atleta                | Evento | Preliminares           | Quartas                | Semifinais             | Repescagem             | Final                  | Posição     |
| Atleta                | Evento | Adversário e resultado | Adversário e resultado | Adversário e resultado | Adversário e resultado | Adversário e resultado | Posição     |
| --------------------- | ------ | ---------------------- | ---------------------- | ---------------------- | ---------------------- | ---------------------- | ----------- |
| Sara Khoshjamal Fekri | -49kg  | MAR G. Toudali V 5-0   | TPE Yang S-C. D 0-2    | Não avançou            | Não avançou            | Não avançou            | Não avançou |

### Tênis de mesa
Masculino
| Atleta         | Evento  | Preliminar                                                     | Rodada 1               | Rodada 2               | Rodada 3               | Rodada 4               | Quartas                | Semifinal              | Final                  |
| Atleta         | Evento  | Adversário e resultado                                         | Adversário e resultado | Adversário e resultado | Adversário e resultado | Adversário e resultado | Adversário e resultado | Adversário e resultado | Adversário e resultado |
| -------------- | ------- | -------------------------------------------------------------- | ---------------------- | ---------------------- | ---------------------- | ---------------------- | ---------------------- | ---------------------- | ---------------------- |
| Afshin Norouzi | Simples | ITA M. Bobocica D 2 - 4 (7-11, 12-10, 6-11, 11-9, 4-11; 10-12) | Não avançou            | Não avançou            | Não avançou            | Não avançou            | Não avançou            | Não avançou            | Não avançou            |

### Tiro com arco
Masculino
| Atleta            | Evento     | Fase de Ranking | Fase de Ranking | Fase de 64                  | Fase de 32             | Oitavas                | Quartas                | Semifinais             | Final                  | Final       |
| Atleta            | Evento     | Placar          | Chave           | Adversário e resultado      | Adversário e resultado | Adversário e resultado | Adversário e resultado | Adversário e resultado | Adversário e resultado | Posição     |
| ----------------- | ---------- | --------------- | --------------- | --------------------------- | ---------------------- | ---------------------- | ---------------------- | ---------------------- | ---------------------- | ----------- |
| Hojjatollah Vaezi | Individual | 604             | 63              | IND M. Champia (2) D 98-112 | Não avançou            | Não avançou            | Não avançou            | Não avançou            | Não avançou            | Não avançou |

Feminino
| Atleta       | Evento     | Fase de Ranking | Fase de Ranking | Fase de 64                 | Fase de 32             | Oitavas                | Quartas                | Semifinais             | Final                  | Final       |
| Atleta       | Evento     | Placar          | Chave           | Adversário e resultado     | Adversário e resultado | Adversário e resultado | Adversário e resultado | Adversário e resultado | Adversário e resultado | Posição     |
| ------------ | ---------- | --------------- | --------------- | -------------------------- | ---------------------- | ---------------------- | ---------------------- | ---------------------- | ---------------------- | ----------- |
| Najmeh Abtin | Individual | 568             | 60              | PRK Kwon U-S. (5) D 96-106 | Não avançou            | Não avançou            | Não avançou            | Não avançou            | Não avançou            | Não avançou |

Legenda
| Recorde mundial      | Recorde mundial (World record)               |                       | Recorde africano                      | Recorde africano (African) |                                           | Q | Classificado por posição (Qualified) |
| Recorde olímpico     | Recorde olímpico (Olympic record)            | Recorde da América    | Recorde da América (Americas)         | q                          | Classificado por melhor tempo (Qualified) |   |                                      |
| Melhor marca do ano  | Melhor marca do ano (World leading)          | Recorde asiático      | Recorde asiático (Asian)              | DNS                        | Não largou (Did not start)                |   |                                      |
| Recorde nacional     | Recorde nacional (National record)           | Recorde europeu       | Recorde europeu (European)            | DNF                        | Não terminou (Did not finish)             |   |                                      |
| Recorde pessoal      | Recorde pessoal do atleta (Personal best)    | Recorde da Oceania    | Recorde da Oceania (Oceania)          | DSQ / DQ                   | Desclassificado (Disqualified)            |   |                                      |
| Recorde da temporada | Recorde da temporada do atleta (Season best) | Recorde sul-americano | Recorde sul-americano (South America) | NM                         | Sem marca (No mark)                       |   |                                      |

### Remo
| S | Classificado(a) para as semifinais |    |                        | FA | Final A (disputa de medalhas) |  |  | FD | Final D (sem medalhas) |
| Q | Classificado(a) para as quartas    | FB | Final B (sem medalhas) | FE | Final E (sem medalhas)        |  |  |    |                        |
| R | Classificado(a) para a repescagem  | FC | Final C (sem medalhas) | FF | Final F (sem medalhas)        |  |  |    |                        |